# レッド・バレッツ
『レッド・バレッツ』（原題：Cat Run）は、 ジョン・ストックウェル監督による2011年制作のアメリカ合衆国のコメディアクション映画。 

## あらすじ
アンドラ人の娼婦でシングルマザーでもあるカタリナ・"キャット"・ロナは、元米国上院議員ウィリアム・クレブを含む有力者たちのための、モンテネグロでの乱交パーティに参加するために、他の娼婦たちとともに雇われる。誤ってクレブが娼婦の1人を殺したため、発覚を恐れて、現場に居合わせた他の娼婦たちもろとも始末するよう命令が下される。しかし、カタリナは現場で何が起こったのかを記録する防犯映像が入ったハードディスクドライブを持って、何とかその場を逃げ出す。うまく逃げ続けるカタリナを探すために、失踪人捜索のプロであるヘレンが雇われる。 
金を稼ぐためにポルノ映画館の上に"ジュアン（ジュリアンのジュとアンソニーのアンを掛け合わせている）"探偵事務所を開いたアンソニーとジュリアンは、新聞で人探し欄に以前会った（ジュリアンの携帯と車を盗んだ）カタリナが載っていることを見つける。カタリナが警察に探されていることを知った2人は、報酬目当てで捜索することを決める。彼女を探す手がかりを得るために、彼女の父親に会いにアンドラへと向かう。カタリナの弟から、彼女のお得意さんを聞いた2人は、彼からポン引きのライダーの居場所を教えてもらう。ライダーに会いに行くが、すでに彼は拷問の末に死んでいた。防犯カメラの映像から、2人は女殺し屋（ヘレン）もカタリナを探していることを知る。 
ヤコヴィッチの手配により、カタリナの捜索が続く中、カーヴァーがアンソニーたちの存在に気付く。残酷な暗殺者ヘレンは、ライダーから得た情報で、アレックスが預けられているグルーシェンカにたどり着き、カタリナの居場所を聞き出すために彼女を拷問する。グルーシェンカに警告するために彼女の元に駆け付けた2人だったが、一足遅く死んでしまう。彼女の残した言葉からスプレンディドホテルにカタリナが隠れているのではと考えた2人は、ヘレンに見逃された赤ん坊アレックスとともに、そのホテルに向かう。 
一方、カタリナの父親から2人の存在を聞いたヘレンは、報酬を渡すと言って彼を刺殺する。 すぐに、"ジュアン"探偵事務所に向かったヘレンは、そこではNSAのエミリー・ブロンテと名乗り、カタリナを探しているとデクスターに伝える。しかし、ヘレンのただならぬ雰囲気に気付いた彼は、2人の居場所を記したメモを隠し、彼女と格闘するも、残った腕を切断されて、メモを奪われてしまう。事務所の床が腐っていたために、床が抜けたことでデクスターの命だけは助かる。 
マジック大会が開かれているスプレンディドホテルでは2人がカタリナを探し出し、アレックスを引き渡すが、ヘレンもホテルにやって来る。エレベーターでヘレンと乗り合わせたジュリアンは彼女が殺し屋だと気づくも、彼女も彼に気付き、アンソニーとカタリナのいる部屋に押し入られてしまう。HDDの暗号解読を頼んでいたイヴァンも殺され、HDDを回収したヘレンがカタリナから撃とうとしたその時、アンソニーが仕掛けた呼び出しでオーディションがその部屋であると信じたマジシャンたちが大挙して押しかけてくる。その隙をついて部屋を逃げ出した彼らを、ヘレンが追いかけてくる。アンソニーたちは、からくも彼女の追撃を振り切ることに成功する。 
カタリナたちには逃げられたが回収したHDDをヘレンはカーヴァーに届ける。カーヴァーは報酬を渡すことを約束し、ヤコビッチからの招待状を手渡す。それは国防長官クレブの資金集めパーティーの招待状であった。ヘレンが車に乗ると、爆弾が作動する。HDDの中身を見た可能性を捨てきれないとしてカーヴァーが指示したものであった。 
ヘレンの後任としてショーンが雇われる。カタリナたちの隠れるホテルが発覚し、ショーンが押し入るも、生きていたヘレンが彼らを助ける。 カーヴァーたちに裏切られたヘレンはアンソニー、ジュリアン、そしてカタリナを手助けすることに決めたのだった。 モンテネグロから出国してイギリスのチェルムスフォードへとアンソニーたちを連れてきたヘレンは、自分の実家で彼らを匿う。ヘレンの母親の誕生日を祝い、HDDを取り戻し中身を暴露することを決めるが、親友のグルーシェンカを殺したヘレンを許せずカタリナは彼女に銃口を向ける。ヘレンから自分を殺しても、次々と殺し屋を送り込まれるだけだと諭され、カタリナは銃口を下す。 
資金集めパーティーに来た客と娼婦に成りすまして、4人は会場に乗り込む。ジュリアンが気を引いている間に、ヘレンが2階を制圧するも、クレブには重装備の警護が付いていることが発覚する。2階のカーヴァーの部屋に侵入したヘレンはカーヴァーと対峙し、銃を突きつけながら映像が記録されたディスクを受け取り、アンソニーにディスクを渡す。また、不正資金の口座を知っているカーヴァーに全額を自分の口座に移すように指示する。カタリナがクレブのスピーチ会場で騒動を引き起こしている中、ディスクを受け取ったアンソニーは、壇上のスクリーンにその内容を映し出す。ヘレンの隙を突いたカーヴァーは彼女と一対一で格闘する。 
スクリーンにクレブの性癖と殺人が映し出されたことで、屋敷内が慌ただしくなる。アンソニーたちは拘束され、カーヴァーを倒したヘレンもクレブに捕まる。クレブは、映像を見た招待客全員を殺すことにし、屋敷がテロ攻撃に遭ったことにしようと爆薬をセットする。ヤコビッチが反対するも、クレブは彼を殺し、ヤコビッチの部下たちとクレブの部隊が発砲しあう。クレブはアンソニーたちの殺害を命じて、その場を去る。銃撃を避けて屈んでいたヘレンはジュリアンに注意をそらすように指示し、隙を突いて次々と敵を倒していく。そして、カタリナにカーヴァーから手に入れた大金が入った口座を渡し、彼女たちに母親を託して、セットされた爆弾を持ってクレブの車に乗り込む。3人は爆発する車を見て、彼女が死んだと考える。 
ニューヨーク。規模が拡大した"ジュアン"探偵事務所で受付を続けるデクスターは、その後、最初に女性の腕を移植した人物として歴史的な快挙となる。"ジュリアン"探偵事務所は世間の注目を集める事件を多く解決した後に、結婚仲介業に進出しようとしていた。カタリナはアンソニーとの子どもを妊娠する。カタリナとアンソニーは、娘の名前をヘレンと名付ける予定である。アンソニーは料理番組のシェフとしても活躍する。テレビ出演もするジュリアンはYoutube上で防犯カメラの映像が流れバズったことで、スウェーデン製ペニス増大器の宣伝マンもしている。コロンビアのカルタヘナで刃物を見て回るヘレンの目撃情報があるが、ただの噂なのかもしれない。 

## キャスト
カタリナ・ロナ - パス・ベガ
"THE EXHIBITIONIST"：アンドラ出身のシングルマザー。無職。弟と父は、アンドラで養豚場を営む。
ヘレン・ビンガム - ジャネット・マクティア
"THE SEEKER"：失踪人捜索のプロ。クイーンズバリー・フォックス・ハンティングのチャンピオン。グロスター公のまたいとこ。カーヴァーとは知り合いで、キャット捜索のため雇われる。軽飛行機を操縦できる。ヴァージニア・ウルフと名乗って、方々でカタリナを探す。イギリス訛り。
→"THE SEASONED ASSASSIN"：実際は元MI6エージェントで拷問のスペシャリスト。拷問相手にも、丁寧な態度で接する。
アンソニー・ヘスター - スコット・ミシュロウィック
"THE LONER"：高卒だがIQ145の料理研究家。まだ店で料理を出したことはない。鋭い洞察力を持つ。
ジュリアン・シムズ - アルフォンソ・マコーリー
"THE EXTROVERT!"：カラオケ好きなアンソニーの親友。自営業。彼女と別れたばかり。私立探偵のCMを見て、共同で探偵事務所を開くことを、アンソニーに提案する。ロシア人の元カノがいる。
ビル・クレブ - クリストファー・マクドナルド
"THE PERVERT"：酒好きでヨーロッパ女性好きの元アメリカ合衆国上院議員。現アメリカ国防総省長官。
ダニエル・カーヴァー - カレル・ローデン
"THE ENFORCER"：武器密売で解雇された元ウクライナ軍の上級将校。現在はヤコヴィッチの警護主任。HDDを持って逃げたキャットを始末するため、買収した警察をも駆使して執拗に追う。
デクスター・ダン - D・L・ヒューリー
"THE SURVIVOR"：2つの名誉負傷章と1つの勇士勲章を授与されたことのある通信技術のプロ。アームレスリングのヨーロッパチャンピオン。軍の語学学校で5か国語をマスターしている。除隊後にフロリダで妻と余暇を過ごしている時にサメに襲われ、妻が食われたことから自暴自棄となり、酒とドラッグに溺れる。その際、汚れた注射器を使用したため、左腕が化膿し、切除した。また、その後、人生を悲観し地下鉄に飛び込んだことで下半身を失った。しかし、やり直すことを決意し、アンソニーたちの探偵事務所の受付に応募し、採用される。
ショーン・ムーディ - トニー・カラン
"THE REPLACEMENT KILLER"：見た目そのまんまのスコットランド人の刺客。殺しが大好き。ヘレンの後任としてカタリナの始末を請け負う。
ステファニー - ミシェル・ロンバルド
カタリナと共にヤコビッチの乱交パーティーに向かい、クレブに絞殺される。
ビンガムの母親 - ヘザー・チェーセン
ヘレンが喫煙してることと殺し屋であることを知らない。
ライダー - Radik Golovkov
"THE EXPLOITER"：DMT中毒のポルノ監督。カタリナのビジネスパートナー/仲介業者。ルクセンブルクで娼婦たちを手配して、ヨーロッパ中に派遣している。
グルーシェンカ - Jelena Gavrilovic
カタリナの親友。アレックスの世話を頼まれている。ロシア人。
アレックス
カタリナの息子。
フランソワ・ドバー
"THE CLIENT"：オックスフォードの文学者。カーマ・スートラの専門家。リヨンに住み、セックス依存症で金銭的問題を抱えている。カタリナの性技にほれ込んでいるお得意さん。
ブランコ・ヤコビッチ - ブランコ・ジュリッチ
"THE BOSS"：政治家とつるむ武器商人。妻子持ち。

## 製作
『レッド・バレッツ』はセルビアとモンテネグロで撮影された。  

## 公開
『レッド・バレッツ』は2011年4月1日に公開された。 国内では30,000ドルを稼いだ。 国内以外では、2012年6月19日にホームビデオでリリースした。

## 批評
レビュー収集サイトであるRotten Tomatoesは、調査した15人の批評家の20％が映画に肯定的なレビューを与えたと報告している。平均評価は3.6/10。 Metacriticは9つのレビューに基づいて33/100と評価した。 バラエティのジョン・アンダーソン氏は「スタイリッシュであるが、使い古されたアクションスリラーであり、冗談でさえも失敗しているのは納得できる」と述べた。 ハリウッド・リポーターのトッド・マッカーシー氏は本作を「その賞味期限が長い間経過していて面倒な要素で構成された、自己意識的に怠惰なコミック犯罪の物語」と呼んだ。 ロサンゼルス・タイムズのマーク・オルセン氏は、本作をクエンティン・タランティーノスタイルの「カット・レート・ノックオフ」である「90年代後半のタランティーノ後犯罪スリラー」への復帰と呼んだ。 The AV Clubのスコット・トビアスはC+と評価し、深夜のケーブルテレビに最適な「ジェネリック・"ヒップ"・スリラー」と呼んだ。 DVD TalkのGerard Iribe氏は、星1.5/5と評価し、本作を「貧者の『スモーキン・エース』」と呼んだ。  DVD Verdictの Paul Pritchard氏は、「独自性に欠けており、一気に楽しませてくれるものの、長すぎるため、方向性に欠けるという罪を犯しがち」と書いている。

## 続編
『レッド・バレッツ』は、2014年に続編である『Cat Run 2』が製作され、スコット・ミシュロウィックとアルフォンソ・マコーリーが、アンソニーとジュリアンを再び演じた。 